# The First Family
The First Family ist ein US-amerikanisches Comedy-Album von Vaughn Meader aus dem Jahr 1962. Es parodierte in kurzen Szenen von knapp drei Minuten das Leben der Präsidentenfamilie um John F. Kennedy. Der Comedian und Stimmenimitator Vaughn Meader konzipierte das Album und sprach darauf die Entsprechung zu John F. Kennedy.
Ein Sequel des Grammy-prämierten Werks, das auch Musikstücke beinhaltete, wurde nach der Ermordung Kennedys vom Markt genommen, wie auch das Album selbst, welches dann jahrzehntelang nicht mehr auf dem Markt erhältlich war. Inzwischen existiert eine CD- und eine MP3-Version.

## Erfolge
Das Album wurde zur sich bis dahin meist- und am schnellsten verkaufenden Schallplatte in der Geschichte der Schallplattenindustrie und erhielt 1963 zwei Grammys für das beste Album und die beste Comedy-Darbietung des Jahres.
In den ersten beiden Wochen der Veröffentlichung verkaufte sich das Album mehr als eine Million Mal. Ende des Jahres 1962 und Anfang des Jahres 1963 war das Album insgesamt 12 Wochen die Nummer eins auf den Albumcharts Billboard 200.

## Titelliste

### Seite 1
- „The Experiment“
- „After Dinner Conversations“
- „The Malayan Ambassador“
- „Relatively Speaking“
- „Astronauts“
- „Motorcade“
- „The Party“
- „The Tour“

### Seite 2
- „But Vote!!“
- „Economy Lunch“
- „The Decision“
- „White House Visitor“
- „Press Conference“
- „The Dress“
- „Saturday Night, Sunday Morning“
- „Auld Lang Syne“
- „Bedtime Story“